# Calhoun (Georgia)
Calhoun ist eine City und zudem der County Seat des Gordon County im US-Bundesstaat Georgia mit 16.949 Einwohnern (Stand: Volkszählung 2020).

## Geographie
Calhoun befindet sich am Ufer des Oostanaula River im Nordwesten des US-Bundesstaates. Die Stadt grenzt im Norden direkt an die Stadt Resaca. Die nächsten größeren Städte sind Chattanooga (70 Kilometer nordwestlich) und Atlanta (90 Kilometer südöstlich).

## Geschichte
Calhoun, mit der Hauptstadt der Cherokee New Echota, war bis 29. Dezember 1835 ein Teil der Nation der Cherokee, einem Volk amerikanischer Indianer. Als die Cherokee sich weigerten ihre angestammten Siedlungsgebiete zu verlassen, schickte der Präsident Andrew Jackson die U.S. Army um die Indianer gewaltsam aus dem Norden Georgias nach Oklahoma zu vertreiben. Diese Vertreibung wurde als Pfad der Tränen bekannt.
Nachdem die Cherokee von ihrem Land vertrieben waren, beanspruchte Georgia deren Siedlungsgebiete. Diese wurden neben anderen Countys auch zu Gordon County. Ein kleiner Ort namens Dawsonville, benannt nach dem Besitzer eines Gemischtwarenladens, wurde in Gordon County gegründet. Der Ort wurde nach dem Tod des Senators John C. Calhoun im Jahre 1850 zu seinen Ehren in Calhoun umbenannt. 1851 wurde Calhoun zum Sitz der Countyverwaltung.
Am 5. Januar 1861 spaltete sich Georgia von der Union ab und Calhoun wurde während des Sezessionskrieges Teil der Konföderierten Staaten von Amerika. Am 16. Mai 1864 wurde in der Nähe Calhouns die Schlacht von Adairsville zwischen den Generälen Sherman und dem konföderierten General Johnston geführt.

## Demographische Daten
Laut der Volkszählung von 2010 verteilten sich die damaligen 15.650 Einwohner auf 5.711 bewohnte Haushalte, was einen Schnitt von 2,67 Personen pro Haushalt ergibt. Insgesamt bestehen 6.609 Haushalte.
67,3 % der Haushalte waren Familienhaushalte (bestehend aus verheirateten Paaren mit oder ohne Nachkommen bzw. einem Elternteil mit Nachkomme) mit einer durchschnittlichen Größe von 3,24 Personen. In 39,1 % aller Haushalte lebten Kinder unter 18 Jahren sowie in 24,2 % aller Haushalte Personen mit mindestens 65 Jahren.
30,4 % der Bevölkerung waren jünger als 20 Jahre, 29,1 % waren 20 bis 39 Jahre alt, 24,1 % waren 40 bis 59 Jahre alt und 16,6 % waren mindestens 60 Jahre alt. Das mittlere Alter betrug 33 Jahre. 49,0 % der Bevölkerung waren männlich und 51,0 % weiblich.
73,3 % der Bevölkerung bezeichneten sich als Weiße, 6,8 % als Afroamerikaner, 0,5 % als Indianer und 1,7 % als Asian Americans. 14,7 % gaben die Angehörigkeit zu einer anderen Ethnie und 2,9 % zu mehreren Ethnien an. 25,0 % der Bevölkerung bestand aus Hispanics oder Latinos.
Das durchschnittliche Jahreseinkommen pro Haushalt lag bei 35.621 USD, dabei lebten 27,9 % der Bevölkerung unter der Armutsgrenze.

## Sehenswürdigkeiten
Das Calhoun Depot und New Echota (Vertrag von New Echota) sind im National Register of Historic Places gelistet.

## Verkehr
Calhoun wird von der Interstate 75, vom U.S. Highway 41 sowie von den Georgia State Routes 136, 156 und 225 durchquert. Der nächste Flughafen ist der Chattanooga Metropolitan Airport (rund 70 Kilometer nördlich).

## Kriminalität
Die Kriminalitätsrate lag im Jahr 2010 mit 293 Punkten (US-Durchschnitt: 266 Punkte) im durchschnittlichen Bereich. Es gab drei Vergewaltigungen, neun Raubüberfälle, 26 Körperverletzungen, 149 Einbrüche, 513 Diebstähle, 23 Autodiebstähle und neun Brandstiftungen.

## Söhne und Töchter der Stadt
- William Thompson (1848–1918), Bogenschütze
- Rebecca Lovell (* 1991), Musikerin